# Ritmo circadiano

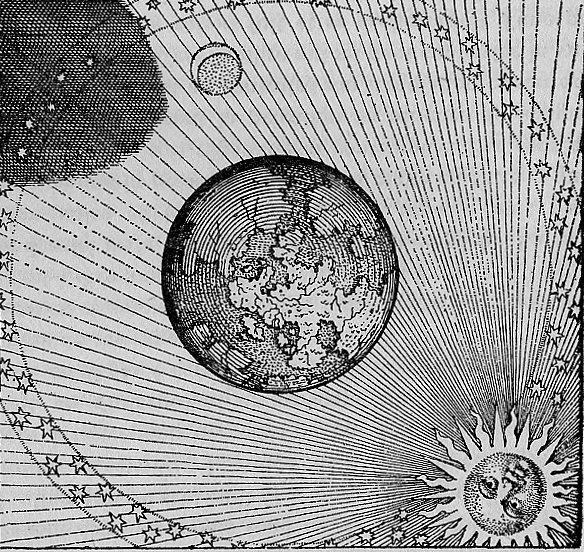
A maioria dos organismos se adaptaram às mudanças diárias de iluminação, exceto os que vivem sem contato com a luz do Sol e influência das marés.

Ritmo circadiano ou ciclo circadiano (do latim circa cerca de + diem dia) é a variação nas funções biológicas de diversos seres vivos, que se repete regularmente com período de aproximadamente 24 horas. São encontrados, por exemplo, nos padrões de atividade dos animais, em movimentos foliares de plantas, na organização das colônias de insetos sociais e na taxa de crescimento de fungos, processos esses que recorrem a cada 24 horas. Os ritmos circadianos são modificados e ajustados diariamente pelo ambiente, sendo influenciados principalmente pela variação diária nas condições de luz, temperatura, marés e ventos .
No corpo humano, são encontrados ritmos circadianos materiais bem como muitos ritmos psicológicos, com influência sobre, por exemplo, a digestão ou o estado de vigília e sono, a renovação das células e o controle da temperatura do organismo.

## Características

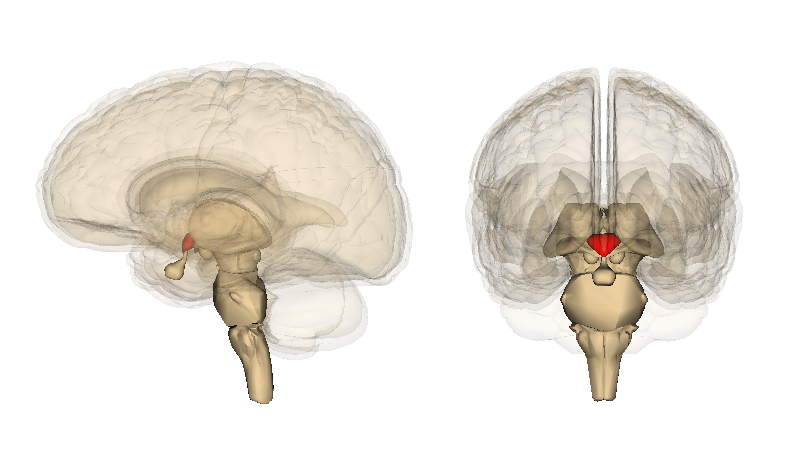
O núcleo supraquiasmático (NSQ), localizado no hipotálamo, é uma das principais partes do cérebro responsáveis pelo controle do ciclo circadiano.

É importante fazer a distinção entre ritmos diários e ritmos circadianos. Os ritmos diários são oscilações com período de 24 horas, presentes nas funções de diversos seres vivos no ambiente natural. Alguns ritmos diários recebem a designação de ritmos circadianos porque são gerados de forma endógena, pelo próprio organismo. Ou seja, os ritmos circadianos são observados mesmo quando o ser vivo é isolado em um ambiente artificial constante, em que não há referências ambientais sobre o dia ou a noite externos. Nessas condições, diz-se que o ritmo está em livre-curso, visto que está sendo expresso de forma intrínseca, sem ser induzido ou sincronizado por fatores externos. Assim, os ritmos circadianos são ritmos diários endógenos, gerados a partir de processos fisiológicos conhecidos como relógios circadianos.
Nos seres humanos e outros animais mamíferos, o relógio circadiano central está localizado numa área cerebral denominada núcleo supraquiasmático, no hipotálamo na base do cérebro, acima das glândulas pituitárias.
Pesquisas recentes expandiram o sentido do termo, demonstrando que os ritmos circadianos estão também relacionados às marés, ao ciclo lunar e também à dinâmica climática da Terra através das correntes eólicas e marítimas, em especial se observado com relação aos animais migratórios.
Considerando que o ritmo oscilatório endógeno pode ser representado por uma função de onda senoidal, ele pode ser descrito pelos seguintes termos: peródo, fase e amplitude. Período é o tempo necessário para se completar um ciclo, ou a distância entre duas cristas de onda. Cada tipo de ritmo é definido pelo período, a duração do mesmo é que classifica o ritmo como circadiano, ultradiano (período menor que 24 horas, ou mais de um ciclo dentro de 24 horas), infradiano (período maior que 24 horas). Amplitude é a altura da crista da curva sinoidal em um determinado ciclo. Quando um ritmo está em livre-curso, sendo expresso sob condições constantes, sua amplitude pode diminuir paulatinamente até o seu total desaparecimento. Fase pode ser considerada qualquer ponto dentro do ciclo, sendo que a posição dos picos é o que é mais utilizado para se relacionar a fase. Quando os picos de dois ritmos se sobrepõem pode-se dizer que eles estão "em fase", ou estão "fora de fase" quando os mesmo não coincidem.

## Etimologia
O termo circadiano provém da designação em Latim "circa diem", que significa "cerca de um dia". Essa designação deriva do fato de que os ritmos diários endógenos (circadianos) apresentam um período diferente de 24 horas quando observados em organismos isolados em ambientes artificiais constantes (condição de livre-curso).

## Ritmo circadiano do sono humano
É comum que as pessoas associem o termo "ritmo circadiano" ao ritmo circadiano do sono humano. Esse é um ritmo circadiano específico que controla o sono e tem como maior influencia a alternância entre dia e noite. O cérebro percebe essa mudança através dos olhos e consegue se adaptar para produzir e liberar estoques de hormônios como melatonina e cortisol que auxiliarão na regularidade do ciclo sono vigília.

## Ritmo circadiano em plantas

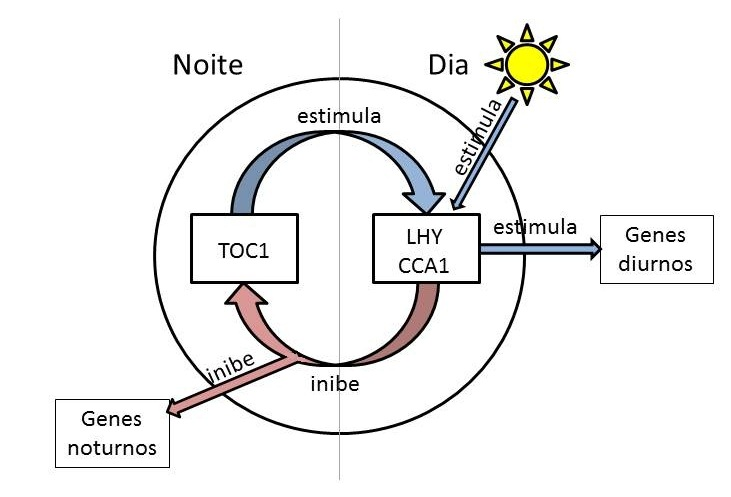
Mecanismo do ritmo circadiano

Da mesma forma que nos demais seres vivos, nas plantas o ritmo circadiano está diretamente ligado a processos endógenos, sendo que a ritmicidade é gerada independente de flutuações do meio externo.

### Mecanismo molecular
Em plantas, os ritmos circadianos são gerados por um mecanismo molecular dentro de suas células. O mecanismo apresenta uma periodicidade auto-sustentada e é responsivo à luz. Estudos em plantas do gênero Arabidopsis demonstraram que ao amanhecer a luz ativa a expressão gênica das proteínas LHY e CCA1, que por sua vez estimulam genes que se expressam durante o dia. Entretanto, essas proteínas também inibem genes que se expressam durante a noite, como TOC1. Ao entardecer, os níveis de LHY e CCA1 diminuem, permitindo a elevação da proteína TOC1, que por sua vez aumenta os níveis dos genes LHY e CCA1 durante a noite, reiniciando o ciclo ao amanhecer.

### Luz e ritmos circadianos em plantas
Mudanças de fase em uma planta podem ser induzidas por níveis baixos de luz e comprimentos de onda específicos, indicando que a resposta à luz é provavelmente mediada por fotorreceptores, tais como os fitocromos (sensíveis à luz vermelha e vermelho-longo) e os criptocromos (sensíveis à luz azul). Podemos utilizar como exemplo a planta do gênero Arabidopsis que possui cinco fitocromos. Todos esses fitocromos estão envolvidos na sincronização do relógio circadiano, com exceção do fitocromo C. Além dos fitocromos, as proteínas criptocromos (CRY1 e CRY2) atuam na planta sincronizando o relógio pela luz azul, da mesma forma que o fazem em insetos. Essas mesmas proteínas também são necessárias para que haja sincronização controlada pela luz vermelha. Durante a sincronização do relógio, os fotorreceptores CRY1 e CRY2 podem atuar como intermediários na sinalização do fitocromo, uma vez que tais fotorreceptores não absorvem a luz vermelha, ao contrário do fitocromo.

### Ritmo circadiano e resposta ao fotoperíodo em plantas
Fotoperíodo representa a duração do período de luz durante um dia, que se modifica gradualmente e regularmente conforme as estações do ano. Com base neste período, a planta controla aspectos do seu desenvolvimento em sincroniza com as estações. O controle fotoperiódico do desenvolvimento e florescimento em espécies vegetais comumente envolve processos fisiológicos controlados pelos ritmos circadianos.
As espécies fotoperiódicas podem ser dividas em plantas de dia longo (PDL) e plantas de dia curto (PDC). As PDL possuem um oscilador central que controla a variação do mRNA de uma proteína denominada CO. Quando o pico de expressão do mRNA ocorrer no escuro, o mesmo será traduzido na proteína CO, mas ela será degradada e não ativará a expressão do mRNA da proteína FT, que promove a floração. Desse modo, a floração não ocorrerá. Se o pico ocorrer na luz, a proteína CO não será degradada e se acumulará, ativando a expressão do mRNA de FT e induzindo a floração.
Nas PDC o processo é diferente. O oscilador central controla a expressão do mRNA Hd1, que é traduzido na proteína HD1, que inibe um indutor da floração (Hd3a). Quando o pico de produção de mRNA de Hd1 ocorre no escuro, a proteína HD1 é degradada e a expressão da Hd3a é ativada, induzindo a floração. Quando o pico ocorre na luz, a proteína HD1 não é degradada e se acumula, inibindo a expressão da Hd3a e, consequentemente, inibindo a floração.

## Ciclo circadiano na migração de borboletas
As borboletas-monarcas utilizam suas antenas como uma bússola solar para se orientar durante o processo de migração em direção ao México durante o outono.